# Arang sattojeon
Arang sattojeon (hangeul: 아랑사또전, lett. Storia di Arang; titolo internazionale Arang and the Magistrate, conosciuto anche come Tale of Arang) è una serie televisiva sudcoreana trasmessa su MBC dal 15 agosto al 18 ottobre 2012.
La serie è basata su un racconto del folklore coreano: durante la dinastia Joseon, Arang era la figlia di buon cuore del magistrato di Miryang. Orfana di madre, venne cresciuta da una balia malvagia che cospirò affinché un servo la violentasse. Arang però resistette e l'assalitore la uccise, abbandonandone il cadavere nei boschi. Suo padre, credendo che fosse fuggita con un uomo, per la vergogna rassegnò le dimissioni. Da quel momento, Arang iniziò a comparire davanti ai nuovi magistrati per raccontare la sua storia, ma ognuno scappò in preda al terrore. L'unica eccezione fu Lee Sang-sa, che accettò di aiutarla a trovare il suo assassino e vendicare la sua morte.

## Trama
Il nobile Kim Eun-oh giunge al villaggio di Miryang dopo aver saputo che, probabilmente, qui risiede sua madre. Egli possiede la dote di sentire, vedere e toccare gli spiriti, ma finge che non sia così per evitare che i fantasmi si rechino da lui chiedendo favori. Arang è una ragazza che, dopo la morte, ha perso tutti i ricordi e non riesce a trovare la pace poiché ignora i motivi che l'hanno portata al trapasso. È apparsa a tre diversi magistrati per chiedere giustizia, ma tutti sono morti per lo spavento. Quando scopre che Eun-oh può vederla, lo supplica di aiutarla: all'inizio egli rifiuta, ma cambia idea notando che la ragazza possiede un fermaglio per capelli che lui aveva dato a sua madre durante il loro ultimo incontro. Credendo che, aiutando Arang a recuperare la memoria, potrà avere da lei informazioni sulla genitrice, si installa in paese come nuovo magistrato e comincia ad indagare sulle circostanze della morte della giovane, forse legata al nobile Joo-wal. I loro movimenti sono spiati dall'Imperatore di Giada e da Yeomra.

## Personaggi
- Kim Eun-oh, interpretato da Lee Joon-gi
- Arang/Lee Seo-rim, interpretata da Shin Min-ah
- Joo-wal, interpretato da Yeon Woo-jin
- Bang-wool, interpretata da Hwang Bo-ra
- Dol-swe, interpretato da Kwon Oh-joong
- Mu-young, interpretato da Han Jung-soo
- Lady Seo, interpretata da Kang Moon-young
- Lord Choi, interpretato da Kim Yong-gun
- Imperatore di Giada, signore del Cielo, interpretato da Yoo Seung-ho
- Yeomra, signore dell'Oltretomba, interpretato da Park Jun-gyu
- Lee Bang, interpretato da Kim Kwang-kyu
- Hyung Bang, interpretato da Lee Sang-hoon
- Ye Bang, interpretato da Min Sung-wook
- Geo Deol, interpretato da Kim Min-jae
- Kim Seo-bang, interpretato da Song Jae-ryong
- Fata celeste, interpretata da Noh Hee-ji
- Mu-yeon, interpretata da Lim Ju-eun
- Lord Kim, interpretato da Yoon Joo-sang

## Ascolti
| Episodio          | Data di trasmissione | Dati TNSM           | Dati TNSM                  | Dati AGB            | Dati AGB                   |
| Episodio          | Data di trasmissione | A livello nazionale | Area metropolitana di Seul | A livello nazionale | Area metropolitana di Seul |
| ----------------- | -------------------- | ------------------- | -------------------------- | ------------------- | -------------------------- |
| Episodio speciale | 8 agosto 2012        | 5,1%                | 5,4%                       | 4,9%                | (<8,0)%                    |
| 1                 | 15 agosto 2012       | 14,4%               | 16,8%                      | 13,3%               | 15,1%                      |
| 2                 | 16 agosto 2012       | 14,3%               | 16,5%                      | 13,2%               | 14,4%                      |
| 3                 | 22 agosto 2012       | 16,0%               | 19,3%                      | 13,2%               | 14,2%                      |
| 4                 | 23 agosto 2012       | 16,2%               | 19,3%                      | 14,4%               | 15,7%                      |
| 5                 | 29 agosto 2012       | 12,1%               | 13,3%                      | 12,4%               | 13,7%                      |
| 6                 | 30 agosto 2012       | 14,0%               | 16,3%                      | 13,0%               | 14,4%                      |
| 7                 | 5 settembre 2012     | 13,1%               | 14,6%                      | 11,7%               | 12,8%                      |
| 8                 | 6 settembre 2012     | 11,7%               | 14,2%                      | 10,9%               | 11,9%                      |
| 9                 | 12 settembre 2012    | 17,0%               | 19,5%                      | 14,1%               | 15,3%                      |
| 10                | 13 settembre 2012    | 17,0%               | 20,5%                      | 14,5%               | 15,1%                      |
| 11                | 19 settembre 2012    | 15,3%               | 17,2%                      | 13,8%               | 14,9%                      |
| 12                | 20 settembre 2012    | 14,9%               | 16,0%                      | 13,1%               | 14,0%                      |
| 13                | 26 settembre 2012    | 13,9%               | 15,9%                      | 11,7%               | 12,9%                      |
| 14                | 27 settembre 2012    | 14,3%               | 16,0%                      | 12,5%               | 13,0%                      |
| 15                | 3 ottobre 2012       | 15,0%               | 17,7%                      | 13,3%               | 14,5%                      |
| 16                | 4 ottobre 2012       | 13,9%               | 16,2%                      | 12,9%               | 14,4%                      |
| 17                | 10 ottobre 2012      | 13,0%               | 15,2%                      | 12,6%               | 13,8%                      |
| 18                | 11 ottobre 2012      | 13,5%               | 15,1%                      | 11,4%               | 12,1%                      |
| 19                | 17 ottobre 2012      | 13,2%               | 14,7%                      | 12,4%               | 14,0%                      |
| 20                | 18 ottobre 2012      | 13,8%               | 16,5%                      | 12,4%               | 13,8%                      |
| Media             | Media                | 14,3%               | 16,5%                      | 12,8%               | 14,0%                      |

## Colonna sonora
1. Fantasy – Jaein Jang
2. Butterfly Dream (My Secret Dream) – Yoon Do-hyun
3. Black Moon – Shin Min-ah
4. Surprised – Kim Bo-kyung
5. Love and Love – Baek Ji-young
6. Mask Dance – MC Sniper
7. One Day – Lee Joon-gi
8. Love Is You – K.Will
9. Mirage – Yoo Seung-chan
10. Shout - Lee Ki-chan
11. Fantasy (instrumental)
12. Black Moon (harmonica)
13. My Secret Dream (instrumental)
14. Black Moon (instrumental)
15. Surprised (instrumental)
16. Arang Love Theme
17. Arang Legend
18. Who Am I?
19. New World
20. Love and Love (instrumental)
21. Mask Dance (instrumental)
22. One Day (instrumental)
23. Love Is You (instrumental)
24. Mirage (instrumental)
25. Eun-oh
26. The White Stairs
27. 셜븐살매
28. The Dream of Arang
29. Shout (instrumental)

## Riconoscimenti
| Anno | Premio                                  | Categoria                                            | Ricevente                 | Risultato       |
| ---- | --------------------------------------- | ---------------------------------------------------- | ------------------------- | --------------- |
| 2012 | Korean Culture and Entertainment Awards | Miglior attore di supporto                           | Kwon Oh-joong             | Vincitore/trice |
| 2012 | MBC Drama Awards                        | Miglior coppia                                       | Lee Joon-gi e Shin Min-ah | Vincitore/trice |
| 2012 | MBC Drama Awards                        | Gran premio all'eccellenza, attore in una miniserie  | Lee Joon-gi               | Candidato/a     |
| 2012 | MBC Drama Awards                        | Gran premio all'eccellenza, attrice in una miniserie | Shin Min-ah               | Candidato/a     |
| 2012 | MBC Drama Awards                        | Premio all'eccellenza, attore in una miniserie       | Yoo Seung-ho              | Candidato/a     |
| 2012 | MBC Drama Awards                        | Premio all'eccellenza, attrice in una miniserie      | Hwang Bo-ra               | Candidato/a     |
| 2012 | MBC Drama Awards                        | Miglior nuovo attore                                 | Yeon Woo-jin              | Candidato/a     |
| 2013 | Seoul International Drama Awards        | Miglior attore coreano in un drama                   | Lee Joon-gi               | Vincitore/trice |
| 2013 | Seoul International Drama Awards        | Miglior drama coreano                                | Arang sattojeon           | Vincitore/trice |

## Distribuzioni internazionali
| Paese     | Canale/i                   | Prima TV                   | Titolo adottato                                                          |
| --------- | -------------------------- | -------------------------- | ------------------------------------------------------------------------ |
| Giappone  | BS Japan                   | 11 giugno 2013-conclusa    | アラン使道伝                                                             |
| Hong Kong | TVB Network Vision Limited | 22 giugno-24 agosto 2013   | 阿娘使道傳                                                               |
| Cina      | Xing Kong                  | 25 luglio-8 agosto 2013    | 阿娘使道傳                                                               |
| Taiwan    | ETTV                       | 2 settembre-8 ottobre 2013 | 俏皮冏冤家                                                               |
| Filippine | GMA Network                | gennaio-marzo 2014         | Tale of Arang: A Love Without End (Storia di Arang: Un amore senza fine) |